# Gabelhäkelei
Die Technik der Gabelhäkelei dient dazu, feine Bänder und Borten zu arbeiten. Gebraucht werden dazu eine spezielle zweizinkige Gabel sowie eine Häkelnadel. Das Garn wird in großen Schlingen um die Gabelzinken gewickelt, und in der Mitte werden die Schlingen mit gehäkelten Maschen zusammengehalten. Dabei bestimmt der Zinkenabstand die Breite des Bandes. Die verwendeten U-förmigen Netzgabeln gibt es in festen Breiten zwischen 20 und 100 mm. Dagegen lassen sich Universal-Netzgabeln auf die jeweils gewünschte Breite einstellen. Ein aufschiebbarer Steg dient dazu, die Arbeit zu sichern. Für die Gabelhäkelei eignen sich sowohl Wolle als auch Baumwollgarn.
Die Gabelhäkelei wird auch als Gimpenhäkelei bezeichnet, weil sich mit dieser Technik ein Band mit fester Mittelrippe und Schlaufen an den Kanten herstellen lässt. Die Bänder kann man auf unterschiedliche Weise zu Frauenhauben, Deckchen, Bändern, Stolen, Pullundern, Taschen, Gürteln, Schals und anderen Accessoires zusammenhäkeln.